# 友谊路街道 (上海市)
友谊路街道，是中华人民共和国上海市宝山区下辖的一个乡镇级行政单位。面积10.45平方公里。户籍人口9.21万人（2008年）。

## 行政区划
友谊路街道下辖以下居委会及村委会：
宝钢一村社区、宝钢二村社区、宝钢三村社区、宝钢四村社区、宝钢五村社区、宝钢六村社区、宝钢七村社区、宝钢八村社区、宝钢九村社区、宝钢十村社区、宝钢十一村社区、宝林一村社区、宝林二村社区、宝林三村社区、宝林四村社区、宝林五村社区、宝林六村社区、宝林七村社区、宝林八村社区、宝林九村社区、密山二村社区、临江新村社区、临江公园社区、宝城新村社区、宝山一村社区、宝山二村社区、宝山三村社区、宝山五村社区、宝山八村社区、宝山九村社区、宝山十村社区、宝山七村社区、华能城市花园社区、白玉兰花园社区、宝山六村社区、同济公寓社区、住友宝莲花园社区、盛东苑社区、冠东苑社区、明东苑社区和炮台村。